# Santa Maria de Vallfogona de Riucorb
Santa Maria de Vallfogona de Riucorb és una església amb elements romànics i gòtics de Vallfogona de Riucorb protegida com a Bé Cultural d'Interès Local.

## Descripció
De l'església romànica sols resta la portada, amb dues columnes de dos mòduls cada una, units de manera irregular. Com a decoració té un guardapols de pla i cavet i una arquivolta cilíndrica que es recolza en dues impostes motllurades, sostingudes per les columnes, una per banda, amb capitells asimètrics decorats amb vàries motllures de diferent mida. Les bases no són iguals, la de la dreta està formada per dos tors separats per una escòcia, sobre plint, i la de l'esquerra té dues motllures rectangulars d'arestes arrodonides. El material de construcció de l'església sembla carreus molt ben tallats. En el costat dret s'aixeca la torre del campanar quadrada, amb quatre obertures d'arc de mig punt i quatre cossos separats per motllures. A l'interior veiem una sola nau de volta apuntada amb dues capelles al costat dret i una a l'esquerra (Santa Bàrbara).
A la capella lateral esquerra hi ha una làpida que actualment es troba molt deteriorada, cosa que no permet la seva lectura. A la part superior hi ha una transcripció de l'epitafi que el Rector de Vallfogona dedicà a l'escolà l'any 1614. A una capella lateral es conserven uns retaules de pedra, dels segles XII-XIII.

## Història
Històricament, aquest temple va pertànyer des de la conquesta cristiana al Bisbat de Vic. La historiadora de l'art Francesca Español apunta que ja apareix documentat el 1188, aquest any pertany a Gombau d'Oluja.
Les primeres notícies de la parròquia són de l'any 1270. La primitiva església romànica fou reformada i ampliada a finals del segle xiii. L'edifici fou molt reformat al segle xiv. Entre 1366 i 1371 es bastí la capella de Santa Caterina. També al segle xiv es construí la capella lateral gòtica de la Concepció, també anomenada del Roser, per a la qual l'escultor Jordi de Déu feu entorn del 1375 el Retaule de la Concepció, amb escenes de la vida de Maria.
La segona fase de reformes a l'església i la construcció de la capella de santa Bàrbara es fa al segle xvii, mentre era rector de la parròquia Francesc Vicent Garcia. Es pot destacar la inauguració de la capella lateral dedicada a Santa Bàrbara el 16 de maig de 1617 i la construcció de l'actual torre del campanar entre el 1760 i 1765.